# Philiskos von Ägina
Philiskos von Ägina (altgriechisch Φιλίσκος Philískos, latinisiert Philiscus Aegineta) war ein griechischer antiker Philosoph. Er stammte aus Ägina und war vermutlich im 4. Jahrhundert v. Chr. tätig. Man zählt ihn zu den Kynikern.
Philiskos’ Schriften sind verloren. Erhalten sind lediglich einige antike Berichte über sein Leben und seine Lehre. Aufgrund der spärlichen Überlieferung ist über Philiskos so gut wie nichts bekannt.

## Überlieferung
Die wichtigsten Quellen zu Philiskos sind Berichte des im 3. Jahrhundert tätigen Philosophiehistorikers Diogenes Laertios, das byzantinische Lexikon Suda aus dem 9. Jahrhundert und zwei Reden des römischen Kaisers Julian. Weitere Informationen findet man in Schriften von Philodemos von Gadara, Plinius dem Älteren, Johannes Stobaios und in einer anonymen Biographie des Isokrates. Bei letzteren Berichten ist allerdings nicht immer ganz klar, ob nicht vielleicht von einem anderen Philiskos die Rede ist.

## Leben
Als relativ sicher können die Informationen angesehen werden, dass Philiskos in Athen Schüler des Kynikers Diogenes von Sinope war, aus Ägina stammte und sein Vater Onesikritos hieß (möglicherweise handelte es sich dabei um den Kyniker Onesikritos). Sein jüngerer Bruder Androsthenes war ebenfalls Schüler des Diogenes. Weniger sicher sind hingegen die in der Suda zu findenden Nachrichten, dass Philiskos Schüler des Philosophen Stilpon und Lehrer Alexanders des Großen war.

## Lehre
Laut der Suda hat Philiskos Dialoge verfasst, einer davon soll Kodros geheißen haben. Auch zwei bei Johannes Stobaios überlieferte und Philiskos zugeschriebene jambische Trimeter könnten tatsächlich von Philiskos stammen.
Die Behauptung allerdings, dass die Tragödien, die man bereits in der Antike Diogenes von Sinope zuschrieb, in Wirklichkeit von Philiskos stammen würden, ist wahrscheinlich falsch. Der von Philodemos von Gadara erwähnte Werkstattbesitzer Philiskos ist sicher ein anderer Philiskos; möglicherweise auch der Philiskos, der laut Teles von Megara eine Biographie Platons verfasst hat.